# Стрельба на летних Олимпийских играх 1900 — скоростной пистолет, 25 метров
Соревнования по стрельбе из скоростного пистолета на 25 метров среди мужчин на летних Олимпийских играх 1900 прошли 1 августа. Приняли участие шесть спортсменов из двух стран.
Эти соревнования сейчас не включены в официальную базу данных МОК т.к. проводились среди профессионалов за денежный приз .

## Призёры
| Золото               | Серебро           | Бронза             |
| Морис Ларруй Франция | Леон Моро Франция | Эжен Бальм Франция |

## Соревнование
| Место | Спортсмен          | Результат |
| ----- | ------------------ | --------- |
| 1     | Морис Ларруй (FRA) | 58        |
| 2     | Леон Моро (FRA)    | 57        |
| 3     | Эжен Бальм (FRA)   | 57        |
| 4     | Поль Моро (FRA)    | 57        |
| 5     | Пауль Пробст (SUI) | 57        |
| 6     | Жозеф Ляббе (FRA)  | 57        |